# Antichan
Antichan es una población y comuna francesa, situada en la región de Mediodía-Pirineos, departamento de Altos Pirineos, en el distrito de Bagnères-de-Bigorre y cantón de Mauléon-Barousse.

## Demografía
| 148 | 169 | 178 | 141 | 150 | 162 | 168 | 177 | 149 | 144 | 140 | 129 | 134 | 137 | 141 | 135 | 134 | 125 | 105 | 106 | 84 | 83 | 89 | 82 | 50 | 46 | 42 | 50 | 41 | 31 | 21 | 27 | 29 |
| Para los censos de 1962 a 1999 la población legal corresponde a la población sin duplicidades (Fuente: INSEE [Consultar]) |     |     |     |     |     |     |     |     |     |     |     |     |     |     |     |     |     |     |     |    |    |    |    |    |    |    |    |    |    |    |    |    |